# Ichthiacris elongata
Ichthiacris elongata är en insektsart som beskrevs av Kevan, D.K.M., A. Singh och Akbar 1964. Ichthiacris elongata ingår i släktet Ichthiacris och familjen Pyrgomorphidae. Inga underarter finns listade i Catalogue of Life.